# Флекснер, Саймон
Саймон Флекснер (англ. Simon Flexner; 25 марта 1863[…], Луисвилл, Кентукки — 2 мая 1946[…], Нью-Йорк, Нью-Йорк) — американский врач, патолог, микробиолог и педагог; доктор медицины. Первый директор Рокфеллеровского университета (1901—1935), президент Американской ассоциации содействия развитию науки (1919).

## Биография
Саймон Флекснер родился 25 марта 1863 года в Луисвилле в американском штате Кентукки в семье еврейского иммигранта из богемского города Ноймарка (ныне Вшеруба), который до этого несколько лет провёл во французском Страсбурге, и его жены Эстер, уроженки баварской общины Роден. Он был четвёртым из девяти детей: старшие — Джейкоб, Генри и Айседора, затем родился Саймон, а за ним три младших брата Бернард, Авраам, Вашингтон и две сестры — Мэри и Гертруда. Джейкоб стал фармацевтом, Бернард — сионистским лидером, а Абрахам — педагогом, оказавшим заметное влияние на дальнейшее развитие медицинского образования в Соединенных Штатах Америки.
Окончив Фармацевтический колледж Университета Кентукки С. Флекснер восемь лет проработал со своим братом Джейкобом. Затем он поступил на медицинский факультет Луисвиллского университета (1889). Проходил аспирантуру по патологии в Медицинской школе при Университете Джонса Хопкинса и там же начал свою преподавательскую деятельность. Вскоре он стал профессором патологии в Пенсильванском университете.
В 1901 году профессор Саймон Флекснер был принят в члены Американского философского общества. Позднее, в разные годы, он был избран в члены Лондонского королевского общества (1919), «Леопольдины» (1927), Американской академии искусств и наук, Парижской медицинской академии, Национальной академии наук США и Королевской академии медицины Бельгии. 

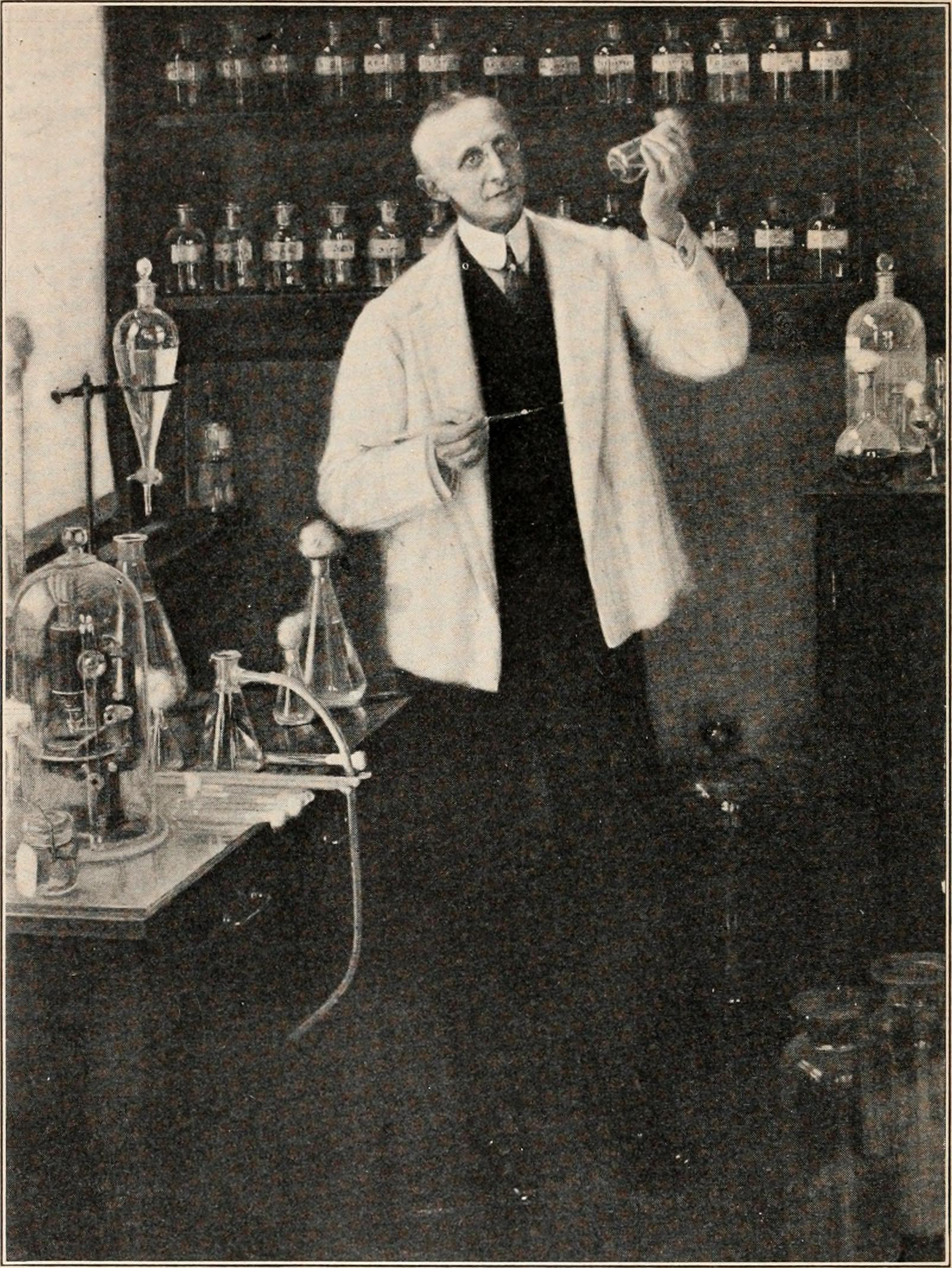
Саймон Флекснер на обложке журнала «Popular Science» (1912)

В 1919 году Саймон Флекснер стал президентом Американской ассоциации содействия развитию науки.
В Пенсильванском университете доктор Флекснер читал лекции до 1903 года, хотя уже в 1901 году он стал первым директором Рокфеллеровского университета, которым руководил более трети века (с 1935 года — почётный директор). Благодаря этому он познакомился с филантропом Джоном Д. Рокфеллером Младшим, который финансировал научные исследования в университете, а также оплачивал оказание базовой медицинской помощи населению в университетской клинике.
В декабре 1907 года С. Флекснер заявил на чтении своей статьи «Тенденции в патологии» в Чикагском университете, что в будущем станет возможным хирургическое замещение больных органов человека здоровыми, включая артерии, желудок, почки и сердце. Эти пророческие предсказания опередили своё время на полтора века.
Доктор Саймон Флекснер скончался 2 мая 1946 года в городе Нью-Йорке от сердечного приступа на 84-м году жизни.
Флекснер был женат на американской писательнице и педагоге Хелен Флекснер (1871—1956). Один их сын Джеймс Томас (1908–2003) стал историком и биографом, другой — Уильям Уэлч — исследователем.